# Балтийская песчанка
Балтийская песчанка, или европейская малопозвонковая песчанка, или малая песчанка (лат. Ammodytes tobianus), — морская рыба семейства песчанковых (Ammodytidae).

## Распространение
Эндемик северо-восточной Атлантики. Распространён вдоль побережья Европы от Мурманска до Бискайского залива, включая Исландию, Балтийское море и Средиземное море.

## Описание
Максимальная длина тела 20 см, длина половозрелых особей 11—13 см. Максимальная продолжительность жизни 7 лет.
Спина оливково-зелёного цвета, брюхо и бока серебристо-белые. Мелкая циклоидная чешуя на спине только перед спинным плавником, а на брюхе — вдоль косых кожных складок. Спинной плавник длинный с 49—59 мягкими лучами (у родственных многопозвонковых песчанок — более 57 лучей). Позвонков 60—68 (у многопозвонковых песчанок — более 66). Брюшных плавников нет.

## Биология
Стайная рыба обычно обитающая в прибрежных водах над песчаными грунтами на глубине от 1 до 90 м. Встречается в зоне приливов и эстуариях, редко в открытых водах. При опасности зарывается в песок. Питается зоопланктоном и диатомовыми водорослями. В разных районах нерест происходит в разное время: у Мурманского побережья в осенне-зимнее время; у берегов Шотландии в сентябре—ноябре, а в водах Исландии — весной.
Ловят песчанку донными  тралами и мелкоячейными неводами. Главным образом идёт на производство кормовой муки. Употребляются в пищу и служат наживкой для лова трески и других рыб на крайнем севере Европы, и в России на Мурманском берегу. Важный элемент рациона кайр, в частности, тонкоклювой кайры, и тупиков.

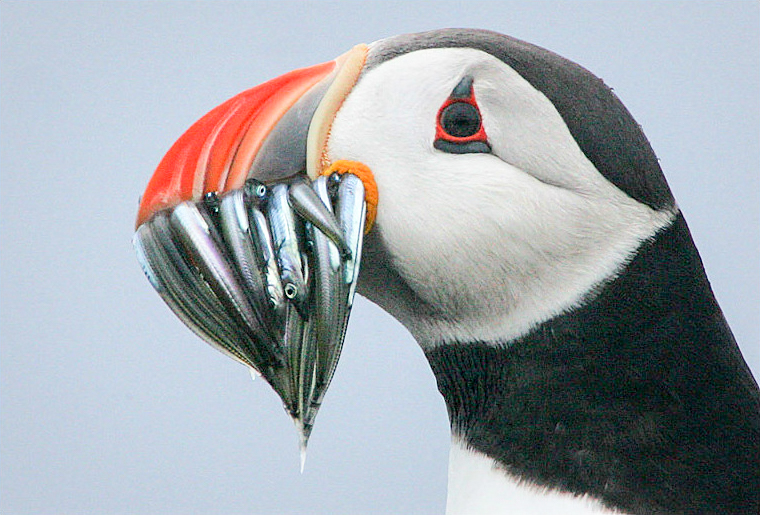
Взрослая особь Атлантического тупика с добычей